# Francisco Javier Matís
Francisco Javier Matís Mahecha (1763, Guaduas - 5 de noviembre de 1851, Bogotá), también conocido como Francisco Javier Matiz, fue un pintor e ilustrador botánico neogranadino destacado por su trabajo durante la Real Expedición Botánica a Nueva Granada (1783-1814).

## Biografía
Fue el tercer hijo de Bartolomé Matís y María Luisa Mahecha. Se desconoce la fecha exacta de su nacimiento. En 1781, con 18 años, el joven Matís viajó a Santa Fe de Bogotá y trabajó como pintor para la familia Urquinaona, que tenía fuertes vínculos con la Expedición. Comenzó como aprendiz del pintor Pablo Antonio García del Campo, convirtiéndose más tarde en un importante ilustrador botánico y un perspicaz anatomista, responsable de diseccionar flores e ilustrarlas con gran habilidad. Trabajó para la Expedición durante veintisiete años, desde diciembre de 1783 hasta 1812, cuando se dio por terminada oficialmente.
La Real Expedición Botánica al Reino de Nueva Granada, promovida y dirigida por José Celestino Mutis, fue una de las mayores expediciones organizadas durante el reinado de Carlos III. Tuvo lugar en el mismo período que la expedición al Perú y el norte de Chile encabezada por Hipólito Ruiz y José Pavón, con la de Nueva España que estuvo bajo la dirección de Martín Sessé y José Mociño y con la de Baltasar Manuel Boldo que se centró en la Cuenca del río Huina en el oriente de Cuba. 
De estas expediciones, la de Nueva Granada fue la que duró más y contó con el mayor número de expedicionarios, lo que supuso enormes gastos de funcionamiento. Parte de estos costos fueron los salarios y materiales de los artistas. Su trabajo incluyó la colección de plantas y su representación en láminas botánicas, aunque también se produjeron óleos de animales y retratos de indígenas con sus vestimentas tribales. Las colecciones y actividades también incluyeron mineralogía, zoología y astronomía. El trabajo de Matis como artista de expedición duró desde el 18 de diciembre de 1783 hasta 1812, cuando se reorganizó la estructura de personal. 
A partir del 31 de mayo de 1816, los artistas que aún quedaban fueron solicitados para trabajar en planos y mapas elaborados por Francisco José de Caldas durante su estancia en Ecuador y cartas creadas por el astrónomo y naturalista Payanés durante su estancia en Antioquia. En junio de ese mismo año, Matís ayudó en el embalaje de 104 cajones de material recogido en el transcurso de la Expedición. Estos efectos fueron enviados a España siguiendo instrucciones de Pablo Morillo, el general que había ordenado la ejecución de De Caldas. El embalaje de las 104 cajas se realizó en dos meses, dejando poco tiempo para clasificar e indexar la colección. En un comunicado oficial de 1817, Matís escribió que el embalaje adecuado debió tomar al menos seis meses y que muchos ejemplares de plantas fueron descartados por las prisas.